# Ruben, Ruben
Ruben, Ruben ist eine US-amerikanische Tragikomödie aus dem Jahr 1983 von Robert Ellis Miller nach einer Novelle von Peter De Vries. In den Hauptrollen spielen Tom Conti und Kelly McGillis. Im deutschen Fernsehen wurde der Film unter dem Titel Poeten küßt man nicht ausgestrahlt.

## Handlung
Gowan McGland ist ein verarmter britischer Dichter, der sich gerne betrinkt. Er hat seit Jahren nichts mehr geschrieben, steckt mitten in der Midlife Crisis und befindet sich auf Vortragsreise in Neuengland, um etwas Geld zu verdienen. Seinen Lesungen lauschen vorwiegend ältere Hausfrauen ohne Kunstverstand, die gerne einmal einen leibhaftigen Dichter erleben möchten. Bei diesen Damen ist Gowan auch sexuell sehr erfolgreich. Er hat sich in einer Kleinstadt einquartiert und lebt dort als Schnorrer, der sich von reichen Angehörigen der oberen Mittelschicht aushalten lässt. Für die Behandlung seines Rückenleidens zwecks Streckung hängt McGland regelmäßig Kopf und Schultern in einen orthopädischen Kragen, der oben an einem Türrahmen befestigt ist.
Seine Ex-Frau Edith verdient ihr Geld mit einer Autobiografie und plaudert öffentlich über die schreckliche Ehe mit McGland. Nach dem Rauswurf aus einer Bar fährt McGland betrunken, abgewrackt und ohne Fahrschein mit dem Zug, als er kontrolliert wird. Die hübsche Studentin Geneva erkennt den Dichter, der an ihrem College einen Vortrag hielt, und bezahlt für ihn die Fahrkarte. Nach dieser für McGland extrem peinlichen Situation geht McGland auf die Zugtoilette und bricht in Tränen aus. Gowan, der sich mit Genevas Großvater angefreundet hat, sieht Geneva später wieder und beide verlieben sich ineinander. Beide führen eine Beziehung, die keine Zukunft hat. McGland ist zu einer ernsthaften Beziehung nicht fähig und versucht, jeglicher Verantwortung aus dem Wege zu gehen. Die Beziehung zu Geneva, die von ihm schwanger geworden ist, zerbricht nach einer Abfolge von Missverständnissen. Geneva lässt das Kind abtreiben und verlässt McGland. Zu den betrogenen Ehemännern im Ort gehört auch ein Zahnarzt, der vom Ehebruch erfährt und Gowan anschließend bei einer Behandlung arglistig die „falschen“ Zähne zieht und den Dichter damit praktisch zahnlos macht.
McGland ist zusätzlich zu seiner drohenden Zahnlosigkeit und dem Alkoholproblem körperlich sehr gebrechlich. Gowan fällt emotional in ein tiefes Loch: Er geht auf sein Zimmer, wo er darüber nachdenkt, sich nach den Rückschlägen durch die Trennung und die drohende Zahnlosigkeit („die größte aller kosmischen Beleidigungen“) zu erhängen. Dabei vervollständigt er ein Gedicht für die Memoiren, die seine Ex-Frau geschrieben hat. Er steigt auf einen Stuhl und hängt den Kopf in die Streckvorrichtung, die er nun wie eine Schlinge um den Hals legt. Er versucht, den Stuhl umzukippen, bringt jedoch den Mut dafür nicht auf. Daraufhin überlegt er es sich anders, schöpft wieder Lebensmut und hegt neue Pläne, die er in ein Diktiergerät spricht. Währenddessen geht Genevas Großvater mit seinem Hund (Reuben, der Name des Hundes ist auch Titelgeber des Films) spazieren. Gowan ist dem Tier gut bekannt, es läuft in sein Zimmer und springt ihn vor Freude an. Dabei kippt der Stuhl, auf dem McGland steht, um.

## Kritiken
„Mit „Ruben, Ruben“ schuf Miller im Herbst 1982 seinen schönsten und persönlichsten Film, eine poetische und melancholische Geschichte um einen Bettelpoeten und verkappten Frauenhelden, der, in einem Moment höchster Tragikomik, mit Hilfe seitens des titelgebenden Hundes einen kurz vor dem Abbruch befindlichen Selbstmordversuch doch noch – und ganz wider Willen – vollendet.“

„Witzige Dialoge und ein hervorragender Hauptdarsteller können nicht verdecken, daß viele Möglichkeiten der intelligenten Vorlage verschenkt wurden."“

## Auszeichnungen und Nominierungen
- Oscar-Nominierungen 1984
  - Bester männl. Hauptdarsteller: Tom Conti
  - Bestes adapt. Drehbuch: Julius Epstein
- Golden-Globe-Nominierungen 1984[2]
  - Bester Hauptdarsteller: Tom Conti
  - Bestes Drehbuch Julius Epstein
  - Bestes Drama
- National Board of Review Award Bester männlicher Hauptdarsteller: Tom Conti (zusammen für seine Rolle in Furyo – Merry Christmas, Mr. Lawrence)
- WGA Award als beste Drama-Adaption.